# Myślibory
Myślibory (prononciation : [mɨɕliˈbɔrɨ]) est un village polonais de la gmina de Nur dans le powiat d'Ostrów Mazowiecka de la voïvodie de Mazovie dans le centre-est de la Pologne.
Il se situe à environ 7 kilomètres au sud-est de Nur (siège de la gmina), 38 kilomètres au sud-est d'Ostrów Mazowiecka (siège du powiat) et à 105 kilomètres au nord-est de Varsovie (capitale de la Pologne).

## Histoire
De 1975 à 1998, la gmina est attachée administrativement à le Powiat de Zambrów dans la voïvodie de Łomża.